# Rafa (województwo kujawsko-pomorskie)
Rafa – wieś sołecka w Polsce, położona w województwie kujawsko-pomorskim, w powiecie bydgoskim, w gminie Dąbrowa Chełmińska. W latach 1975–1998 miejscowość administracyjnie należała do województwa bydgoskiego.

## Położenie
Miejscowość położona jest w gminie Dąbrowa Chełmińska, powiecie bydgoskim, na skraju historycznej Ziemi Chełmińskiej. Wieś rozlokowana jest na terasie nadzalewowej doliny Wisły u podnóża zbocza oddzielającego ją od Wysoczyzny Chełmińskiej. Od wschodu graniczy z lasem, od zachodu z łąkami nadwiślańskimi. Miejscowość znajduje się w obrębie Fordońskiego Przełomu Wisły. 

## Charakterystyka

### Demografia
Według Narodowego Spisu Powszechnego (III 2011 r.) liczyła 125 mieszkańców. Jest trzynastą co do wielkości miejscowością gminy Dąbrowa Chełmińska.

### Przyroda i rekreacja
Wieś położona jest na obszarze o wysokich walorach przyrodniczych i rekreacyjnych. Jest otoczona dużym kompleksem leśnym, a od zachodu terenem zalewowym i starorzeczami Wisły. Na północny wschód od wsi w obniżeniu terenu leży użytek ekologiczny – śródleśne jezioro Skrzynka, a w pewnym oddaleniu cztery rezerwaty przyrody: Las Mariański, Wielka Kępa Ostromecka, Linje oraz Reptowo, które chronią siedliska leśne (łęgi, grądy i bory mieszane), torfowiska i stanowisko lęgowe czapli siwej, związane z doliną Wisły. W 2003 wieś włączono w obszar Zespołu Parków Krajobrazowych Chełmińskiego i Nadwiślańskiego. Tereny zalewowe Wisły objęte są siecią obszarów Natura 2000 pn.: Dolina Dolnej Wisły (obszar specjalnej ochrony ptaków) i Solecka Dolina Wisły.

### Szlaki turystyczne
Przez Rafę przebiegają szlaki turystyczne:
- szlak rowerowy „Dookoła Dolinie Dolnej Wisły” Bydgoszcz-Świecie-Chełmno-Bydgoszcz[4]
- Wiślana Trasa Rowerowa – odcinek prawobrzeżny

### Dawny cmentarz
Na terenie wsi zlokalizowany jest nieczynny cmentarz ewangelicki.

## Historia
W miejscu obecnej wsi Rafa w średniowieczu istniała osada rybacka zwana Kindorff, wzmiankowana w 1285 roku. W 1319 roku na pobliskiej wyspie wiślanej odbywały się pertraktacje między Leszkiem Kujawskim, a Przemysławem w obecności krzyżackiego mistrza kujawskiego de Gera. W latach 1400–1436 była to wieś czynszowa, należąca do komturstwa starogrodzkiego. 
W 1505 roku została nadana przez króla Aleksandra Jagiellończyka biskupowi chełmińskiemu, lecz w 1532 roku biskup Jan Konopacki sprzedał ją Wawrzynowi Knopfowi. 
W XVIII wieku miejscowość nazywaną już Raffa, prawdopodobnie od ukształtowania brzegów Wisły, dzierżyli dziedzice majątku w Gzinie - Działyńscy i Czapscy. W pobliżu wsi znajdował się przystanek przewozu promowego na Wiśle. 
Szlacheckie dobra w Rafie były oddawane w długoletnie dzierżawy, a od 1839 roku sprzedawane w rezultacie zmian strukturalnych wynikających z pruskiej ustawy uwłaszczeniowej. W 1868 roku znajdowały się tu ogółem 4 budynki, w tym 2 mieszkalne, zamieszkane przez 21 osób, w tym 1 katolika i 20 ewangelików. Natomiast w 1885 roku było we wsi 21 domów i 131 mieszkańców i od tego czasu Rafa była wsią gminną. W skład gminy wchodziły wówczas: Rafa i wybudowania (przysiółki Rafy i Janowa), Szadun (3 domy, 13 mieszkańców) i Sześćstof (niem. Schestoff) – 2 domy zamieszkane przez 9 osób. Gmina Rafa w 1885 roku liczyła  514 ha, w tym 38 ha lasu. W 26 domach mieszkalnych żyło 153 mieszkańców, w tym 48 katolików i 105 ewangelików. Miejscowość należała do parafii katolickiej w Czarżu i ewangelickiej w Ostromecku. W 1897 roku z własności dworu w Gzinie pozostało w Rafie tylko 133 ha, a w 1906 roku - 33 ha. 
W okresie międzywojennym mieszkało tu dużo ludności niemieckiej. Funkcjonowała czteroklasowa szkoła elementarna (ewangelicka), która dawała możliwość zdobycia wykształcenia podstawowego. 
W latach 1939 - 1942 dotychczasową nazwą wsi było Raffa, lecz po przeprowadzonej zamianie nazw miejscowości w Okręgu Rzeszy Gdańsk-Prusy Zachodnie, w latach 1942 - 1945 nazywała się Raffen. W latach 1939–1945 położona była w okręgu Rzeszy Gdańsk-Prusy Zachodnie, w rejencji bydgoskiej (Regierungsbezirk Bromberg), w powiecie Chełmno (Kreis Kulm).
Rafa administracyjnie należała do powiatu chełmińskiego, od 1975 roku do gminy Dąbrowa Chełmińska, a od 1999 wraz z całą gminą do powiatu bydgoskiego.

## Galeria zdjęć

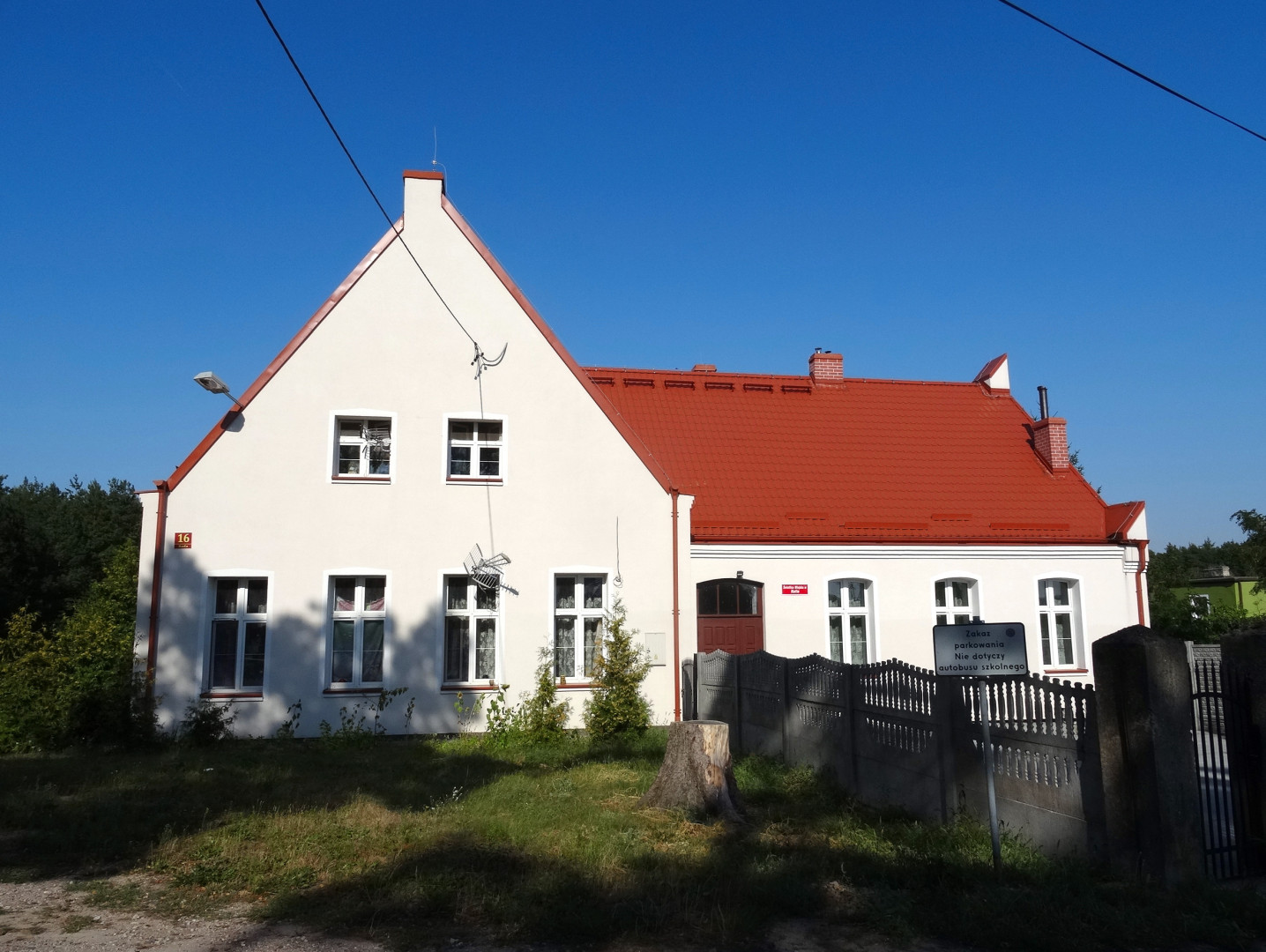
Świetlica wiejska w Rafie
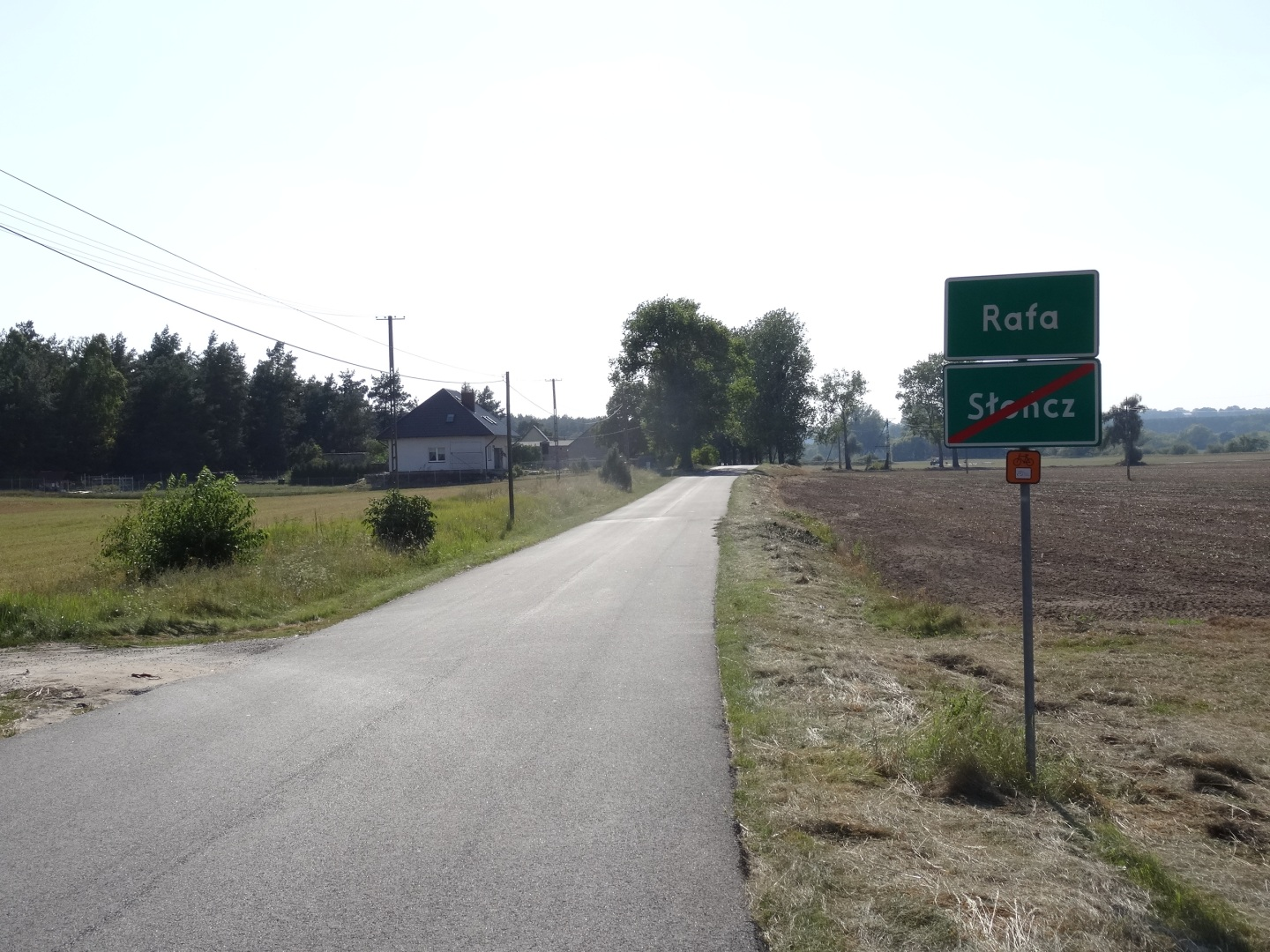
Droga wiodąca do Rafy z Czarża